# 리그 파크 (신시내티)
리그 파크(League Park)은 미국 오하이오주 신시내티에 위치한 야구장이다. 과거 MLB 신시내티 레즈의 홈구장으로 사용했다.